# Villenauxe-la-Grande
Villenauxe-la-Grande – miejscowość i gmina we Francji, w regionie Grand Est, w departamencie Aube.
Według danych na rok 1990 gminę zamieszkiwało 2135 osób, a gęstość zaludnienia wynosiła 118 osób/km².